# Phaner pallescens
Phaner pallescens é uma espécie de lêmure pertencente à família Cheirogaleidae endêmico de Madagascar.